# 三嶋栄
三嶋 栄（みしま さかえ、1910年（明治43年）7月6日-2008年（平成20年）8月4日）は日本の実業家。元王子製紙会長。

## 略歴
1910年（明治43年）7月6日、島根県に生まれる。1936年（昭和11年）に法政大学経済学部を卒業後、旧王子製紙に入社する。1946年（昭和21年）に日本パルプ工業に移り、資材部長に就任する。
1949年（昭和24年）に米子工場長、1960年（昭和35年）に取締役、1964年（昭和39年）に常務、1969年（昭和44年）に専務、1971年（昭和46年）に副社長、1973年（昭和48年）に社長に就任する。1979年（昭和54年）、旧王子製紙との合併により王子製紙会長に就任する。
1980年（昭和55年）、勲三等旭日中綬章を受章する。

## 参考
- 『現代物故者事典 2006-2008』（日外アソシエーツ、2009）